# Distrikt Coalaque
Der Distrikt Coalaque liegt in der Provinz General Sánchez Cerro in der Region Moquegua in Südwest-Peru. Der Distrikt wurde am 26. Januar 1956 gegründet. Er besitzt eine Fläche von 245 km². Beim Zensus 2017 wurden 1028 Einwohner gezählt. Im Jahr 1993 lag die Einwohnerzahl bei 1567, im Jahr 2007 bei 1307. Die Distriktverwaltung befindet sich in der 2283 m hoch gelegenen Ortschaft Coalaque mit 385 Einwohnern (Stand 2017). Coalaque befindet sich 6 km nordwestlich der Provinzhauptstadt Omate.

## Geographische Lage
Der Distrikt Coalaque liegt an der Südflanke der Cordillera Volcánica im Westen der Provinz General Sánchez Cerro. Das Areal wird nach Süden zum Río Tambo entwässert.
Der Distrikt Coalaque grenzt im Westen an den Distrikt Puquina, im Norden an den Distrikt San Juan de Tarucani (Provinz Arequipa), im Nordosten an den Distrikt Matalaque sowie im Osten und im Südosten an den Distrikt Omate.